# Oh Shit – Frau Schmidt
Oh Shit – Frau Schmidt ist ein Lied des deutschen DJs und Rappers Der Wolf aus dem Jahr 1997.

## Entstehung und Veröffentlichung
Geschrieben wurde das Lied vom Interpreten selbst, zusammen mit den Koautoren Stephan Baader und Michael Kersting. Kersting zeichnete zudem auch für die Produktion verantwortlich. Für den Begleitgesang wurde der damals noch unbekannte deutsche Sänger Sasha engagiert.
Die Erstveröffentlichung von Oh Shit – Frau Schmidt erfolgte als Single am 17. Februar 1997 bei Mercury Records. Diese erschien als 12″-Maxi-Single (Katalognummer: 578 707-1) sowie als CD-Maxi-Single (Katalognummer: 578 707-2) mit fünf beziehungsweise sechs verschiedenen Versionen des Liedes. Am 17. März 1997 erschien das Lied als Teil von Das Album (Katalognummer: 534 217-2), dem Debütalbum von Der Wolf.
Um das Lied zu bewerben, erschien ein offizielles Musikvideo, außerdem gab es einen Liveauftritt während der Silvesterparty 1996/1997 des WDR Fernsehens.

## Inhalt
Der Liedtext handelt vom lyrischen Ich, einem Schüler, der unmotiviert und frustriert ist, wenn er seine Mathematiklehrerin Frau Schmidt sieht bzw. an sie denkt, und der von ihr im Bett ihrer Tochter ertappt wird. Das Lied ist angelehnt an Jens Alberts frühere Lehrerin Frau Schmidt, Oberstufenleiterin an der Gesamtschule Dortmund-Brackel, die jedoch Sozialkunde unterrichtete und keine Tochter im passenden Alter hatte.

## Rezeption
In Frieder Schlaichs Filmdrama Otomo aus dem Jahr 1999, das den Polizistenmord auf der Gaisburger Brücke thematisiert, wird das Lied durch die Polizisten im Film, zeitlich falsch eingeordnet, erwähnt.

## Chartplatzierungen
| ChartsChartplatzierungen | Höchstplatzierung | Wochen |
| ------------------------ | ----------------- | ------ |
| Deutschland (GfK)        | 18 (16 Wo.)       | 16     |
| Österreich (Ö3)          | 23 (8 Wo.)        | 8      |
| Schweiz (IFPI)           | 17 (11 Wo.)       | 11     |

| ChartsJahrescharts (1997) | Platzierung |
| ------------------------- | ----------- |
| Deutschland (GfK)         | 84          |